# Tales of Mystery and Imagination
Tales of mystery and imagination is het eerste conceptalbum van The Alan Parsons Project uit 1976.
Het album is opgenomen in de Abbey Road studio's in augustus 1975 en uitgebracht in 1976. In 1987 werd het heruitgebracht op cd, waarbij een door Orson Welles ingesproken inleiding is toegevoegd. De prelude van "The fall of the House of Usher" is gebaseerd op de prelude van Claude Debussy's onvoltooide opera La Chute de la Maison Usher (1908-1916). Dit wordt niet vermeld op de hoes. Van deze onvoltooide opera bestaat één opname op EMI, die pas in de jaren 80 gemaakt is.
Het album is gebaseerd op verhalen en gedichten van de Amerikaanse literator Edgar Allan Poe.